# Primo Romolo Palenzona
Primo Romolo Palenzona (Rivarolo, 1º gennaio 1897 – Genova, 24 giugno 1963) è stato un politico e sindacalista italiano, eletto nella I legislatura della Repubblica Italiana alla Camera dei deputati.

## Biografia
Nato nel quartiere genovese di Rivarolo, allora comune autonomo, lavora come operaio in giovane età all'Ansaldo. Entra nella giunta comunale prima dell'avvento del fascismo. Presidente dell'Unione del Lavoro di Genova fino allo scioglimento voluto dal regime, lavora come impiegato alle officine del gas, per poi riorganizzare dal 1943 la struttura sindacale abolita negli anni. Segretario ligure della CISL dopo la scissione dalla CGIL.
Viene eletto deputato nelle file democristiane alle elezioni politiche del 1948., rimanendo alla Camera fino al 1953.
Muore a 66 anni, nel giugno 1963.